# عبد الله محمود
عبد الله محمود (6 ديسمبر 1964 - 9 يونيو 2005)، ممثل مصري. توفي في شهر يونيو من عام 2005 في مستشفى معهد ناصر بعد صراع طويل مع مرض السرطان.
بدأ مشواره الفني طفلا مع صديقي عمره محسن محي الدين وأحمد سلامة من خلال التلفزيون، ثم بدأ بدايته الموفقة في مسلسل (البوسطجي) عام 1974، ومن ثم كانت بداية انطلاقته السينمائية الحقيقية في فيلمه الأول إسكندرية... ليه؟ مع المخرج العالمي يوسف شاهين عام 1978 والذي رشح في هذا الفيلم عن طريق صديق عمره محسن محيي الدين الذي قدمه ليوسف شاهين، ومن ثم توالت أعماله السينمائية أبرزها (شمس الزناتي - وحنفي الأبهة) أمام النجم عادل إمام وفيلم (الاحتياط واجب - الإمبراطور) أمام النجم الراحل أحمد زكي، وقدّم أجمل أدواره في فيلم (الطوق والأسورة) مع النجمة شريهان وفردوس عبد الحميد، وكذلك فيلم (الطريق إلى إيلات) والذي وقف فيه أمام النجم الراحل صلاح ذو الفقار في آخر أفلامه، وكان قد أدى شخصية أحد الأبطال الذين يفجرون أحد المدمرات في ميناء إيلات ويستشهد فيها، ومن أبرز الأفلام التي قدمها فيلم (المواطن مصري) للمخرج الراحل صلاح أبو سيف عام 1991 والذي وقف فيه أمام النجم العالمي عمر الشريف، وحلَّ ضيف شرف في فيلم (العاصفة)، وكان آخر عمل سينمائي له فيلم (واحد كابتشينو) الذي أنتجه وقام ببطولته ولكنه لم يكن محظوظا بمشاهدة فيلمه الأخير في دور العرض حتى وافته المنية يوم 9 يونيو 2005 عن عمر يناهز 40 عاما، وهو متزوج وله ابنان أحمد الطالب في كلية الإعلام والثاني عمره عشر سنوات. وهو يعد أحد أبرز النجوم الشباب في الثمانينات وبرغم أنه لم يلعب دور البطولة المطلقة في أفلامه إلا في فيلمه الأخير (واحد كابتشينو) إلا أنه استطاع أن يقدم أدوارا بارزة طوال مشواره الفني أبرزها أفلام (المواطن مصري - طالع النخل - عرق البلح - الإمبراطور - الطريق إلى إيلات - الطوق والأسورة - المصير) وغيرها.

## أعماله

### الأفلام
- إسكندرية... ليه؟
- حدوتة مصرية
- الإمبراطور
- سواق الأوتوبيس 1982 .
- عفاريت الأسفلت
- اللعب مع الشياطين
- عرق البلح - ضيف شرف
- الاحتياط واجب.
- شباب على كف عفريت
- طالع النخل - من أهم أدواره أمام الفنانة الكبيرة فردوس عبد الحميد
- اشتباه
- المواجهة
- الأوغاد
- الطريق إلى ايلات - الذي قدم فيه أبرز أدواره السينمائية
- شمس الزناتي
- ديسكو ديسكو
- الطوق والاسورة
- حنفي الأبهة
- الحريف

```
وفيلم المولد
```

- المواطن مصري - الذي يعتبر من أهم أدواره
- المصير
- العاصفة - ضيف شرف
- واحد كابوتشينو - فيلمه الأخير

### المسلسلات
- وجع البعاد
- البوسطجي
- عصفور النار
- الوتد
- مكان على الأرض
- الطاحونة
- نبع الحب
- ذئاب الجبل
- الفرسان
- وادي فيران
- أبواب المدينة

### المسرحيات
- حضرات السادة العيال (في دور عادل)
- عش العميان
- قطب الرجال
- الليل لما حلى
- باب التوفيق
- دليلة وشربات
- قصة الحي الغربي

### الفوازير
- المناسبات (1988)

### أفلام وثائقية
- بناء الهرم الأكبر (2002) - ناخت (عامل بناء خيالي شارك في بناء الهرم الأكبر).

## وصلات خارجية
- عبد الله محمود على موقع الدهليز
- عبد الله محمود على موقع قاعدة بيانات الأفلام العربية
- موقع الفنان عبد الله محمود الرسمي نسخة محفوظة 30 أبريل 2008 على موقع واي باك مشين.